# Areas latifascia
Areas latifascia là một loài bướm đêm thuộc phân họ Arctiinae, họ Erebidae.